# Dailis Barakauskas
Dailis Alfonsas Barakauskas (né le 29 juin 1952 à Geručiai (lt)) est un homme politique lituanien, membre d'Ordre et justice (TT).
Il est ministre des Transports en 2001, et ministre de l'Intérieur entre 2012 et 2014.

## Biographie

### Engagement politique
Membre de l'Union libérale de Lituanie (LLS) entre 1992 et 2002, il se fait élire député au Seimas en 2000. Il est nommé ministre des Transports dans le second gouvernement de coalition du libéral Rolandas Paksas le 24 janvier 2001 mais se voit relevé de ses fonctions dès le 20 janvier suivant.
Il rejoint en 2002 le Parti libéral démocratique (LDP, futur TT), conservant son mandat parlementaire aux législatives de 2004.
Le 13 décembre 2012, il est nommé ministre de l'Intérieur dans le gouvernement de coalition du social-démocrate Algirdas Butkevičius. Il est remplacé le 30 octobre 2014 par Saulius Skvernelis.